# دار المخزن (الرباط)
دار المخزن هو المقرُّ الرئيسي والرسمي لملك المغرب ويقعُ في بلدية التواركة بالعاصمةِ الرباط. تُعرف دار المخزن أكثر في المغربِ باسمِ  المشور السعيد (أو قصر المشور السعيد) وهي كلمة عاميّة تعني القصر السعيد أو القصر الذي تُحيط به السعادة.

## التاريخ
يتميّز دار المخزن في الرباط بمكانته التاريخيّة حيثُ يعدُّ مقر الإقامة الأبرز لمعظم السلاطين والملوك الذي حكموا المغرب في وقتٍ ما وذلك منذ عهدِ السلطان محمد بن عبد الله. شُيّد هذا القصر – ويُعرف كذلك باسمِ الدار – في عام 1864 ليحلّ محل القصرِ القديم وذلك في عهدِ الملك المغربيّ محمد الرابع. لقد كان المغربُ في السابق تحت احتلال فرنسا منذ عام 1912، فأرادَ الفرنسيُّون أن يتمركز السلطان إلى حدٍ كبيرٍ في مكانٍ واحدٍ وبالقربِ من مقرهم الإداري الخاص وذلك من أجل إظهار قبولهِ للنظام الجديد.
على الرغم من أن الملوك المغاربة كان لديهم العديد من المساكنِ والقصور تحت تصرفهم إلّا أن الدولة المغربيّة فضّلت حينما حصلت على استقلالها في عام 1955 الاحتفاظ بدار المخزن ليكون القصر الرئيسي للملك. فضَّل بعض الملوك – وخاصة محمد الخامس – القصر الأصغر والمعزول نسبيًا الذي يقعُ بعيدًا عن وسط المدينة لكنّه حافظَ على دار المخزن كمقرٍّ رسمي وإداري له. وبعيدًا عن مكانة هذا القصر التاريخيّة فقد شهد عددًا من الأحداث المُهمّة في حياة بعض أفراد العائلة المالكة المغربية بما في ذلك ولادة الحسن الثاني عام 1929، ومراسم زواج محمد السادس بسلمى بنَّاني عام 2002.

## التصميم والبناء
يقعُ القصر في نهاية المشور إلى جانبِ مسجد صغير. زادت شهرة هذا القصر حينما كان أول مكانٍ يستقرّ فيه الملك محمد الخامس إبّان عودته من المنفى عام 1955. يتكوّن القصرُ بالإضافة إلى مساحة المعيشة للملك والعائلة المالكة من أماكن يُرابط فيها الحرس الملكي كما يحتوي مجمع القصر أيضًا على المدرسة المولوية وهي مدرسة لكبار أفراد العائلة المالكة، فضلًا عن مدرسةٍ للطهي، ومكتبة في الطابق الأرضي بُنيت لاحتواءِ مجموعةٍ من مخطوطات الحسن الثاني. هناك حدائق وأراضي واسعة تُحيط بالقصر وقد تأثر تصميمها بالهندسة الفرنسيّة وكذا بالزخارف الهندسيّة الإسلامية.